# Книга на пророк Амоса
Книга на пророк Амоса е книга от Стария завет на Библията, третата от книгите на 12-те малки пророци в Библията и втора в гръцката Септуагинта. Амос, който е по-стар съвременник на Осия и Исаия, твори около 750 г. пр.н.е. по времето на Йеровоам II (788 – 747 г. пр.н.е.). Това прави неговата книга първата написана пророческа книга в Библията.
Амос живее в царството на Юдея, но проповядва в северното царство на Израел. Неговите основни теми – социалната справедливост, Божието всемогъщество и Божествената справедливост стават основни елементи на пророчеството.

## Структура
- Оракулите срещу народа (1.3 – 2.6)
- Обръщения към отделни групи в Израел
  - Жените на Самария (4.1 – 3)
  - Богатите в Самария (6.1 – 7)
  - Богатите в Йерусалим (8.4 – 8)
- Пет символични видения на Божия съд над Израел, прекъснати от конфронтация между Амос и неговите слушатели във Ветил (7.10 – 17):
  - Скакалци (7.1 – 3)
  - Огън (7.4 – 6)
  - Отвес (7.7 – 9)
  - Кошница с плодове (8.1 – 3)
  - Бог до олтара (9.1–8a)
- Епилог 9:8b–15

Книгата започва с историческа бележка за пророка, след това оракул, известяващ присъдата на Яхве (повторена в Книгата на Йоил). Пророкът изобличава престъпленията, извършени от езическите (нееврейски) нации. Съобщава на Израел, че те са извършили същите грехове и са виновни за същите престъпления, и докладва пет символични видения, пророкуващи унищожението на Израел.

## Теми
Основната идея на книгата на Амос е, че Бог поставя хората си на същото ниво като околните народи – Бог очаква еднаква праведност от всички тях. Както е при всички народи, които се изправят срещу Божието царство, дори Израел и Юдея няма да бъдат освободени от Божия съд поради своите идолопоклонства и неправилни деяния. Народът, който представлява Яхве, трябва да бъде чист от всичко или от всеки, който осквернява името на Бог. Божието име трябва да бъде възвишено.
Амос е първият пророк, който използва термина „Денят Господен“. Тази фраза става важна в бъдещата пророческа и апокалиптична литература. За народа на Израел„ Денят Господен “е денят, когато Бог ще се изправи срещу неговите и техните врагове и това ще бъде ден на победа за Израел. Но Амос и други пророци включват и Израел като враг на Бог, тъй като Израел е виновен за несправедливостта към невинни хора, бедни и млади жени. Според Амос „Денят Господен“ ще бъде ден на гибелта.
Други основни идеи, предложени в книгата на Амос, включват: справедливост и загриженост за хората в неравностойно положение; еврейският Бог е Бог на всички народи; еврейският Бог е съдия на всички народи; еврейският Бог е Бог на моралната правда; еврейският Бог създава всички хора; идеята, че заветът на Израел с Бог не ги освобождава от отговорност за греха, Бог избира Израел и след това го освобождава за да бъде известен по целия свят. Изборът от Бог означава, че избраните са отговорни да живеят в съответствие с ясно очертаните им цели в завета. Ако Бог унищожи несправедливите, ще остане остатък и Бог е свободен да прецени дали да изкупи греха на Израел.